# كارل أيغن
كارل أيغن هو سياسي ألماني، ولد في 3 نوفمبر 1927 في لوبيك في ألمانيا، وتوفي في 13 مايو 2016. نشط حزبياً في الاتحاد الديمقراطي المسيحي. وقد انتخب عضو في البوندستاغ الألماني خلال فترته النيابية ‏ (13 ديسمبر 1972 – 13 ديسمبر 1976).